# Baynard Castle
Baynard Castle är ett slott i Storbritannien.   Det ligger i grevskapet East Riding of Yorkshire och riksdelen England, i den sydöstra delen av landet, 250 km norr om huvudstaden London. Baynard Castle ligger 14 meter över havet.
Terrängen runt Baynard Castle är platt, och sluttar österut. Runt Baynard Castle är det mycket tätbefolkat, med 2 811 invånare per kvadratkilometer. Närmaste större samhälle är Kingston upon Hull, 7,0 km sydost om Baynard Castle. Runt Baynard Castle är det i huvudsak tätbebyggt.